# San Marcos, Coyutla
San Marcos är en ort i Mexiko.   Den ligger i kommunen Coyutla och delstaten Veracruz, i den sydöstra delen av landet, 190 km nordost om huvudstaden Mexico City. San Marcos ligger 150 meter över havet och antalet invånare är 578.
Terrängen runt San Marcos är platt åt sydost, men åt nordväst är den kuperad. Terrängen runt San Marcos sluttar österut. Runt San Marcos är det ganska tätbefolkat, med 149 invånare per kvadratkilometer. Närmaste större samhälle är Filomeno Mata, 19,8 km sydväst om San Marcos. Omgivningarna runt San Marcos är en mosaik av jordbruksmark och naturlig växtlighet.